# Кириллов, Игорь Леонидович
И́горь Леони́дович Кири́ллов (14 сентября 1932, Москва, СССР — 29 октября 2021, Москва, Россия) — советский и российский теле- и радиоведущий, диктор Центрального телевидения Гостелерадио СССР (1957—1991), актёр, тележурналист. Лауреат Государственной премии СССР (1977), народный артист СССР (1988).

## Биография
Игорь Кириллов родился 14 сентября 1932 года в Москве в семье военнослужащего, инженер-майора Леонида Михайловича Кириллова (1904—1979) и библиотекаря завода им. И. Сталина Ревекки Вениаминовны Кирилловой (1901—1995). В 1950 году поступил на актёрский факультет Всесоюзного государственного института кинематографии. Через год перевелся в Высшее театральное училище имени М. С. Щепкина, которое окончил в 1955 году.
В 1955—1957 годах — актёр Московского театра драмы и комедии (ныне Театр на Таганке).
С июля 1957 года начал работу на телевидении в Шаболовском телецентре помощником режиссёра Музыкальной редакции Центрального телевидения СССР. Через два с половиной месяца после прихода на телевидение вышел в эфир (он состоялся 27 сентября 1957 года), победив на конкурсе дикторов. Был ведущим информационных программ, передач о музыке, кинематографе и др. Именно он сообщил советским телезрителям в октябре 1957 года о запуске первого искусственного спутника Земли, а в апреле 1961 года — о космическом полёте Юрия Гагарина. В 1961 году вступил в КПСС. Был диктором программы «Время» более 20 лет. Последний раз вёл эту программу 30 декабря 1989 года. Обладал «фирменным», легко узнаваемым тембром голоса (низким «серебристым» баритоном).
С 1968 по 1989 год возглавлял дикторский отдел Центрального телевидения СССР. Часто выступал с новогодним обращением к народу вместо руководства страны. Работал в качестве комментатора, репортёра, ведущего развлекательных программ на ЦТ СССР, среди которых «Голубой огонёк» (1962—1970) и «Песня года» (1971—1975). С 1965 года до конца 1980-х годов вёл (часто в паре с Анной Шатиловой) телевизионную трансляцию парадов на Красной площади.
После ухода из отдела дикторов с 1990 по 1991 год работал ведущим телепрограммы «Взгляд» и блока программ «ВИD представляет», куда был приглашён режиссёром Иваном Демидовым для отражения связи поколений. Читал текст за кадром в сюжете «Похороны еды», показанном в пилотном выпуске юмористической передачи «Оба-на!».
С 1992 по 1994 год — комментатор, с 1994 по 2000 год — консультант службы генерального продюсера ЗАО «Телекомпания ВИD». Вёл программу о книгах «Экслибрис» (1994—1995), новостную рубрику в обзорной передаче «Телескоп» (1996—1997). Также являлся художественным руководителем канала «Деловая Россия».
С апреля 1995 года — диктор-консультант Отдела телевизионного производства Дирекции оформления эфира «Первого канала» (до 1 сентября 2002 года — «ОРТ»). Озвучивал программу передач с 1996 по 2001 год, ряд анонсов, также работал для международной версии канала. С 1996 по 2011 год читал текст в ежегодной минуте молчания 9 мая, также участвовал в ведении трансляций парадов Победы. Был гостем программ «Кто хочет стать миллионером», «Сегодня вечером», «В наше время», «Угадай мелодию» и других. 24 ноября 2012 года читал закадровый текст в альманахе «Абракадабра».

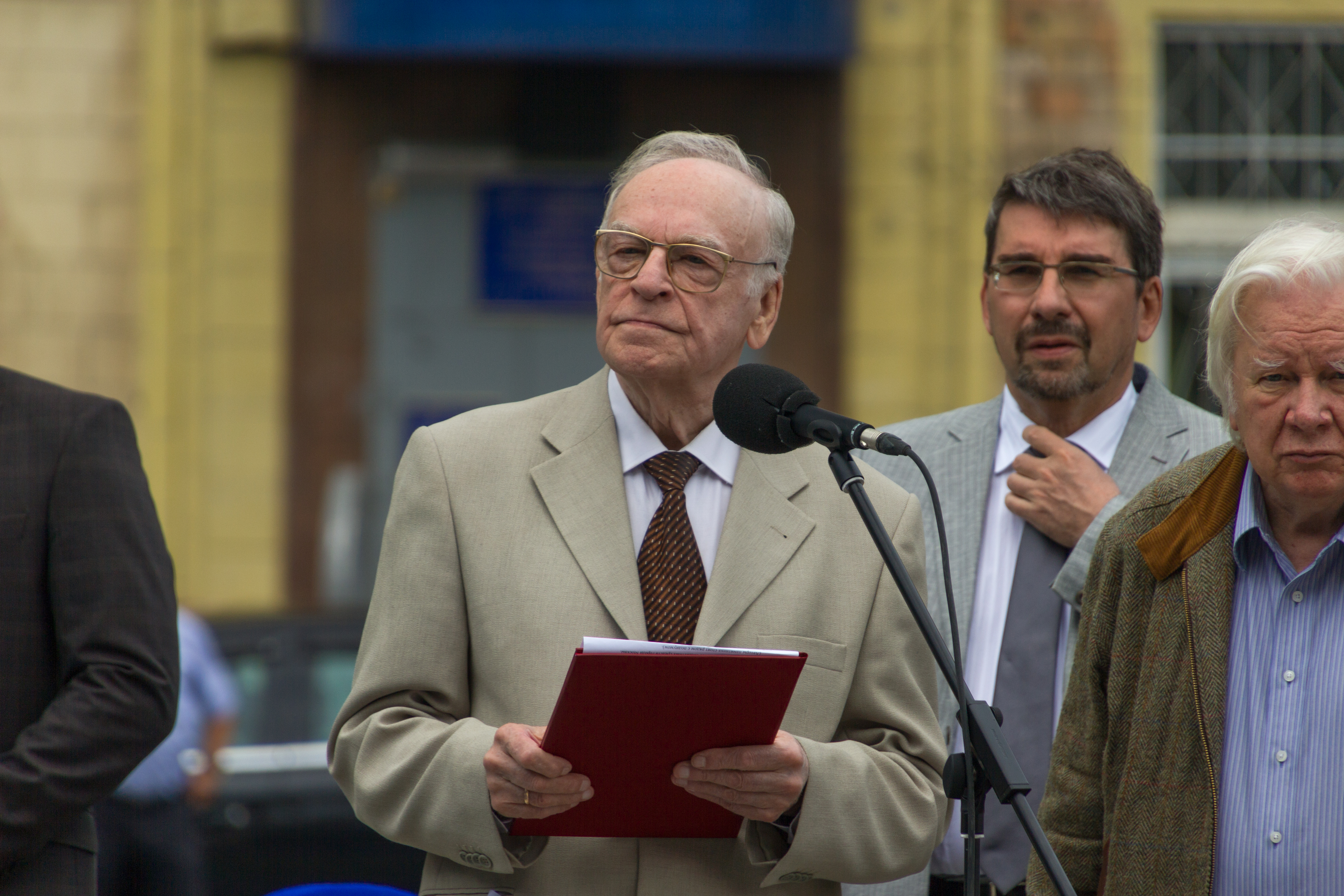
На церемонии открытии памятника физику А. М. Прохорову. 9 июля 2015 года

С 1974 года — член Союза журналистов СССР. С 2004 года — член Российской академии телевидения. Вёл преподавательскую деятельность в Институте повышения квалификации работников радио и телевидения (ныне Академия медиаиндустрии). Профессор, академик Международной академии театра и кино.
Вёл программу «Не время» на радио «Юмор FM» с Анной Шатиловой. Озвучивал различные рекламные ролики или снимался в некоторых из них.
В 2020 году принял участие в озвучивании отреставрированной кинохроники Парада Победы 1945 года.

### Болезнь и смерть
10 сентября 2021 года Игорь Кириллов был госпитализирован в Боткинскую больницу с диагнозом тромбоз нижних конечностей. Ему ампутировали ногу. Месяц спустя состояние Кириллова вновь резко ухудшилось. Врачи диагностировали у него COVID-19. С 13 октября 2021 года находился в реанимации.
Умер 29 октября 2021 года в Москве на 90-м году жизни. Официальная причина смерти — возрастные хронические заболевания.
Церемония прощания состоялась 2 ноября 2021 года, похоронили Игоря Кириллова в тот же день на Новодевичьем кладбище, рядом с могилой народной артистки СССР Элины Быстрицкой.

### Семья
На первой жене, Ирине Всеволодовне Кирилловой (18 июня 1932 — 13 мая 2004), женился в 1954 году. У них родилось двое детей — дочь Анна (1961) и сын Всеволод (1971—2011).
Дочь Анна окончила консерваторию, проживает в Германии, была замужем за оперным певцом, а затем развелась, работает музыкальным ассистентом режиссёра в театре.
Сын Всеволод специализировался на организации сафари в африканских странах, умер от приступа панкреатита в Камеруне. Похоронен рядом с матерью в Москве на Даниловском кладбище.
В 2013 году Игорь Кириллов женился второй раз — на Татьяне Александровне, которая была моложе супруга на 34 года.

## Награды и звания
Государственные награды

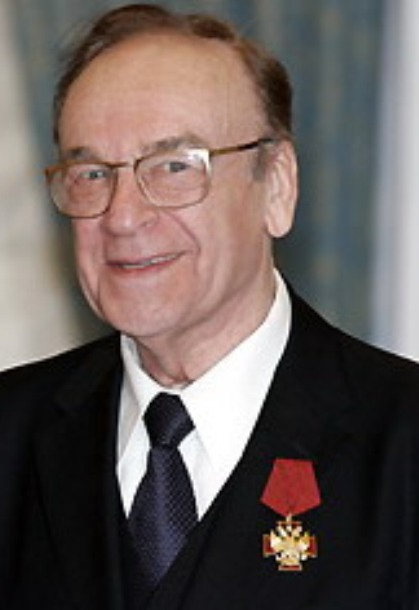
Игорь Кириллов в Кремле, во время вручения ордена «За Заслуги перед Отечеством» IV степени. 21 декабря 2006 года

- Заслуженный артист РСФСР (3 октября 1968).
- Народный артист РСФСР (21 апреля 1982).
- Народный артист СССР (5 августа 1988).
- Государственная премия СССР (1977) — за художественно-публицистическое освещение общественно-политических событий в ВТП «Время».
- Орден Трудового Красного Знамени.
- Орден Дружбы народов (14 ноября 1980) — за большую работу по подготовке и проведению Игр XXII Олимпиады[37].
- Орден «За заслуги перед Отечеством» IV степени (27 ноября 2006) — за большой вклад в развитие отечественного телерадиовещания и многолетнюю плодотворную деятельность[38].
- Орден «За заслуги перед Отечеством» III степени (16 ноября 2011) — за большие заслуги в развитии отечественного телевидения и многолетнюю плодотворную деятельность[39].
- Орден Почёта (29 июня 2018) — за большой вклад в развитие отечественной культуры и искусства, средств массовой информации, многолетнюю плодотворную деятельность[40].
- Медаль «В память 850-летия Москвы».

Другие награды, поощрения и общественное признание
- Почётный приз Российской академии телевидения «ТЭФИ» — «за личный вклад в развитие отечественного телевидения» (1998)[41].
- Почётный титул «Человек-эпоха» (2001).
- Благодарность Президента Российской Федерации (31 октября 2005) — за заслуги в подготовке и проведении праздничных мероприятий, посвящённых 60-летию Победы в Великой Отечественной войне 1941—1945 годов[42].
- орден Святого благоверного князя Даниила Московского II степени (2012)[43].

## Фильмография
- 1960 — Девичья весна — корреспондент
- 1991 — Семь дней с русской красавицей — диктор ЦТ (камео)
- 1997 — Старые песни о главном 2 — ведущий «Голубого огонька»
- 2000 — Зависть богов — камео
- 2006 — Парк советского периода — камео
- 2006 — Кинофестиваль, или Портвейн Эйзенштейна — камео
- 2008 — Другое лицо — камео

### Озвучивание
- 1960 — Белая пряжка (художественный) —  поручик Янда (озвуч.)
- 1970 — Воспоминания о будущем (документальный) — читает текст
- 1986 — Досье человека в «Мерседесе» (художественный) — диктор
- 1990 — Случаи (анимационный) — читает рассказы «Встреча» и «Оптический обман»
- 2003 — Козлёнок в молоке (художественный) — диктор телевидения
- 2005 — Большой петух (из мультсериала «Гора самоцветов», анимационный) — читает текст заставки
- 2006 — Жихарка (из мультсериала «Гора самоцветов», анимационный) — читает текст заставки
- 2006 — Мальчик с пальчик (из мультсериала «Гора самоцветов», анимационный) — читает текст заставки
- 2010 — Игла Remix (художественный) — диктор

### Участие в фильмах
- 1987 — Дети XX съезда (документальный)
- 2005 — Анна Шилова (из цикла передач телеканала «ДТВ» «Как уходили кумиры») (документальный)
- 2007 — Телеформат. Телеведущие (документальный), «Интер»
- 2008 — Обожжённые славой (документальный)

## Театр
- 1991 — Турандот — камео

## Работа в рекламе
- TRBE (1999)
- Реклама «Запорожца» (репортаж)[44].
- Реклама «Аптеки Столички» (компания «Неофарм») (2016—2020)[45].

## Память
Творчеству и памяти диктора посвящены документальные фильмы и телепередачи:
- Игорь Кириллов. Портрет на фоне (1-й канал Останкино, 1992)[46]
- Игорь Кириллов. Кумиры (Первый канал, 2002)[47]
- Игорь Кириллов. Улыбку шире, ты в эфире! (Первый канал, 2007)[48]
- Игорь Кириллов. Жизнь в прямом эфире (Первый канал, 2012)[49][50]
- Игорь Кириллов. Как молоды мы были… (Первый канал, 2017)[32][51]
- Памяти Игоря Кириллова (телепередача) (Первый канал, 2021)[52]
- Прощание. Игорь Кириллов (ТВ Центр, 2022).

## Комментарии
1. ↑  Умер в ночь с 29 на 30 октября 2021 года, о его смерти стало известно утром[26], в первых сообщениях о смерти Кириллова дата смерти ошибочно указывалась как 30 октября[27].